# Palazzo dei Telefoni (via Crispi)
Il palazzo dei Telefoni è un palazzo monumentale di Napoli, ubicato in via Crispi, nel quartiere Chiaia; esso fa parte della trilogia dei palazzi dei telefoni realizzati in città intorno agli anni venti: gli altri due sono quello di piazza Nolana e quello di via Depretis.
L'edificio fu realizzato tra il 1920 e il 1922 da Camillo Guerra. Si presenta come un blocco compatto in stile eclettico, con un'ispirazione decorativa dei prospetti baroccheggiante, tipica di quegli anni.
Il palazzo si articola su quattro piani: il seminterrato, piano terra, primo e secondo piano. La pianta è rettangolare e presenta un muro di spina che separa in due zone non simmetriche. La facciata si disarticola dall'impianto distributivo dell'interno, infatti si presenta con un disegno rigidamente simmetrico. Al piano terra si aprono tre portali, separati da colonne di ordine tuscanico, in pietra lavica: due erano utilizzati per il pubblico e l'altro per i dipendenti. Gli ingressi sono collegati alle diverse funzioni che in origine svolgevano; dai portali di destra, i due pubblici, si accede agli uffici di accettazione e alle cabine telefoniche, mentre quello di sinistra, riservato ai dipendenti, è collegato alla sala del custode ed al vano scala. Il tutto è completato dai WC, dalla sala dei selettori e dalla sala guardaroba.
Il primo e il secondo piano ospitavano gli autocommutatori; il primo piano, in particolar modo, è caratterizzato da un'impostazione del prospetto molto monumenatale. Al centro della stessa c'è una finestra, sormontata da uno stemma, che si apre su una balconata sostenuta dalle sei colonne tuscaniche; agli angoli sono presenti lesene che incorniciano le sporgenze della facciata. Il seminterrato era utilizzato come deposito.